# Сільвен Фрайгольц
Сільвен Фрайгольц (Sylvain Freiholz, * 23 листопада 1974, Ле Брасс, Швейцарія) — швейцарський стрибун на лижах з трампліна. У кубку світу брав участь з 1991 до 2003. 1997 під час чемпіонату світу здобув бронзову медаль. У команді найкращий фініш — 7 місце на олімпійських іграх 2002 року у Солт-Лейк Сіті, індивідуальний фініш — 14-е місце у Альбервіллі на Олімпіаді. Двічі (1992, 1993) ставав другим у класифікації кубку світу.